# Perfect Love 〜Song selection vol.3
『Perfect Love 〜Song selection vol.3』（パーフェクト・ラブ ソング・セレクション・ボリューム・スリー）は、KATSUMIの30枚目の会場限定CD。

## 内容
ライブ会場限定で販売されている会場限定CDの30作目。
公式ファンクラブ「Hip Bird Club」会員のみ、ファンクラブ運営の通信販売にて購入することができる。
ディスクはCD-R仕様となっている。
『Hello again 〜Song selection vol.1』、『Promise 〜Song selection vol.2』に続くセレクション・アルバム第3弾であり、それまでに発表された会場限定CDの収録曲の中からKATSUMI自身が選曲したものに加え、新たに録音された数曲で構成されている。
元々「○○ version」など副題が付されていた音源に関しては、本作のリーフレットでは全てその表記がされていない。

## 収録曲
特記以外作詞・作曲・編曲：KATSUMI
1. Perfect Love
新曲。
2. 全ての意味
8thオリジナルアルバム『DEVOTION』収録曲を新録。
3. いつかどこかで
5枚目『True North』収録曲。
4. 何も言わずに
作詞：KATSUMI　作曲：井上慎二郎
14thシングルを新録。
5. I Believe
作詞：ヤン・ジェソン　作曲：キム・ヒョンソク
2枚目『The Real K』収録曲。
6. 恋文
ミニ・アルバム『CHANCE in the Seeds of Love』収録曲。
7. Face to Face
6thオリジナル・アルバム『BRIGHT DAYS』収録曲を新録。
8. ふたつの夢
作曲：石川洋
デビュー・アルバム『SHINING』収録曲を新録。
9. 君を離さない
作曲：石川洋
12枚目『Catch me if you can』収録曲。
10. You Raise Me Up
作詞：ブレンダン・グラハム　作曲：ロルフ・ラヴランド
28枚目『Dark + Bright』収録曲。